# Isola di Pennock

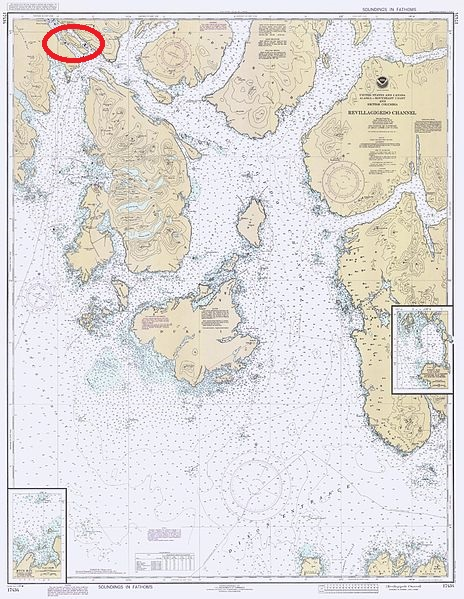

L'isola di Pennock (Pennock Island) fa parte dell'arcipelago Alessandro, nell'Alaska sud-orientale (Stati Uniti d'America). Amministrativamente appartiene al Borough di Ketchikan Gateway. La sua popolazione ammontava a 90 persone secondo l'ultimo censimento del 1990.

## Geografia
L'isola divide in due parti il canale di Tongass (Tongass Narrows) e si trova tra le isole di Revillagigedo (Revillagigedo Island) s nord e di Gravina (Gravina Island) a sud. Il territorio è piuttosto boscoso; la sponda meridionale è ripida, quella opposta è più accessibile e presso la baia di Whiskey si trova un piccolo centro abitato (il villaggio di Pennock).
All'estremità orientale dell'isola, al centro del canale di Tongass (canale orientale), si trovano due sporgenze: Idaho Rock e California Rock. Mentre la scogliera Pennock Reef si trova all'estremità settentrionale dell'isola. Un isolotto (East Clump) si trova al largo dell'estremità occidentale dell'isola. Diversi altri affioramenti rocciosi circondano tutta l'isola (compresa una breve barriera corallina).
Intorno all'isola da nord sono presenti le seguenti insenature marine (tutte di fronte alla città di Ketchikan):
- Baia di Radenbough (Radenbough Cove)[5] 55°20′01″N 131°38′37″W
- Baia di Whisky (Whisky Cove)[6] 55°19′44″N 131°37′58″W
- Baia di Bald Headed (Bald Headed Cove)[7] 55°18′55″N 131°36′41″W

## Città, accessi e turismo
L'isola si trova di fronte alla città di Ketchikan (e anche a quella si Saxman) ed è facilmente raggiungibile da queste. Sull'isola non è presente nessun centro abitato di rilievo. Gran parte dell'isola è terra pubblica gestita dalla Foresta nazionale di Tongass (Tongass National Forest).

## Storia
Il nome dell'isola fu dato intorno al 1895 dal capitano W.E. George, un pilota locale, in onore del cercatore Homer Pennock. Il cimitero tribale ancestrale del Taan ta Kwaan (popolo Tongass) e della Sanyaa Kwáan ( popolo Cape Fox ) si trovano sull'isola di Pennock. Sull'isola si trovano anche dei cimiteri tribali ancestrali: della tribù Taan ta Kwaan (una popolazione del Tongass) e della tribù Sanyaa Kwáan (una popolazione di Cape Fox).

## Fauna
Nella fauna marina intorno all'isola si trovano: balene, leoni marini e aringhe (queste ultime molto numerose). Nel vicino canale si pratica anche la pesca del salmone.

## Images

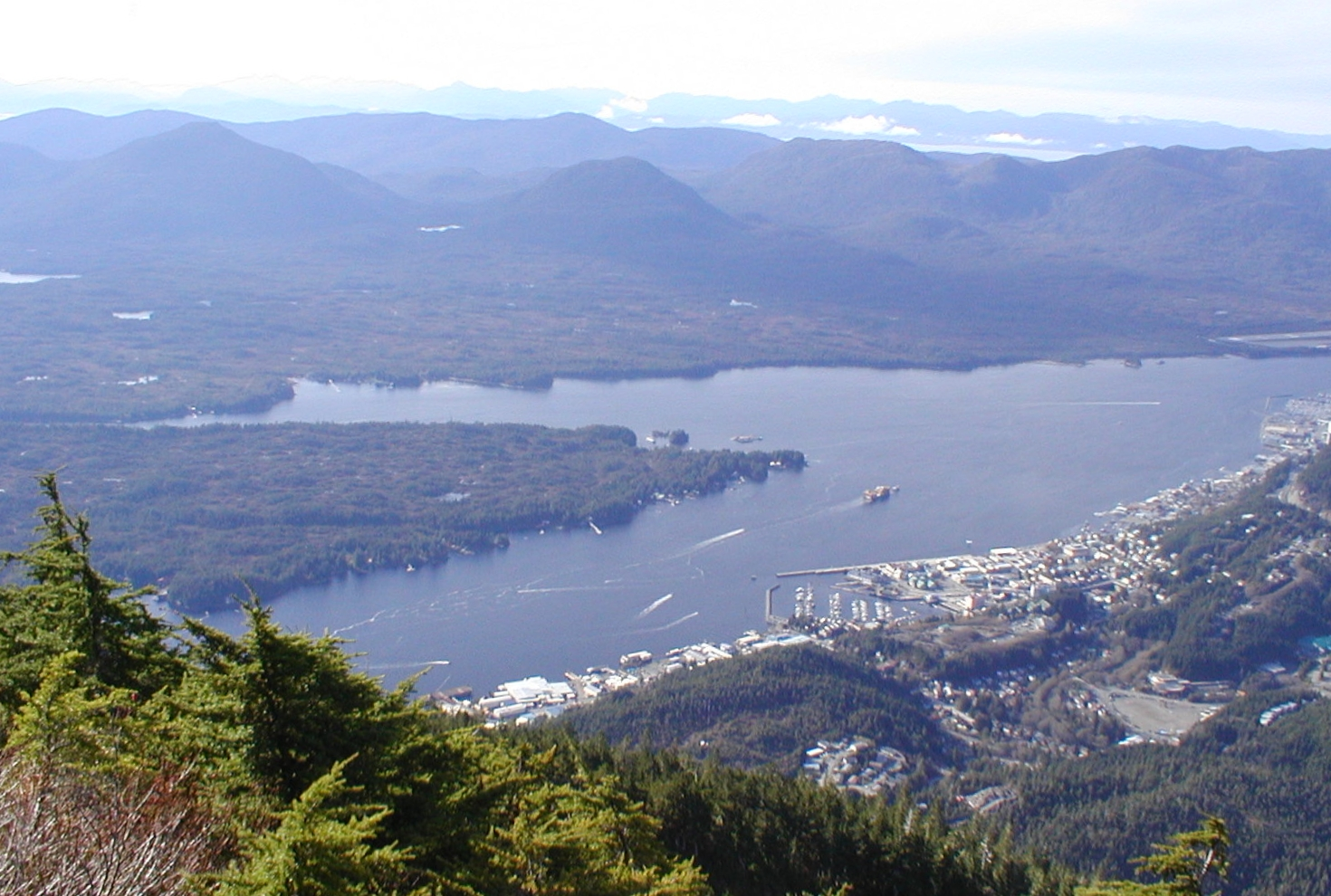
A sinistra l'isola di Pennock
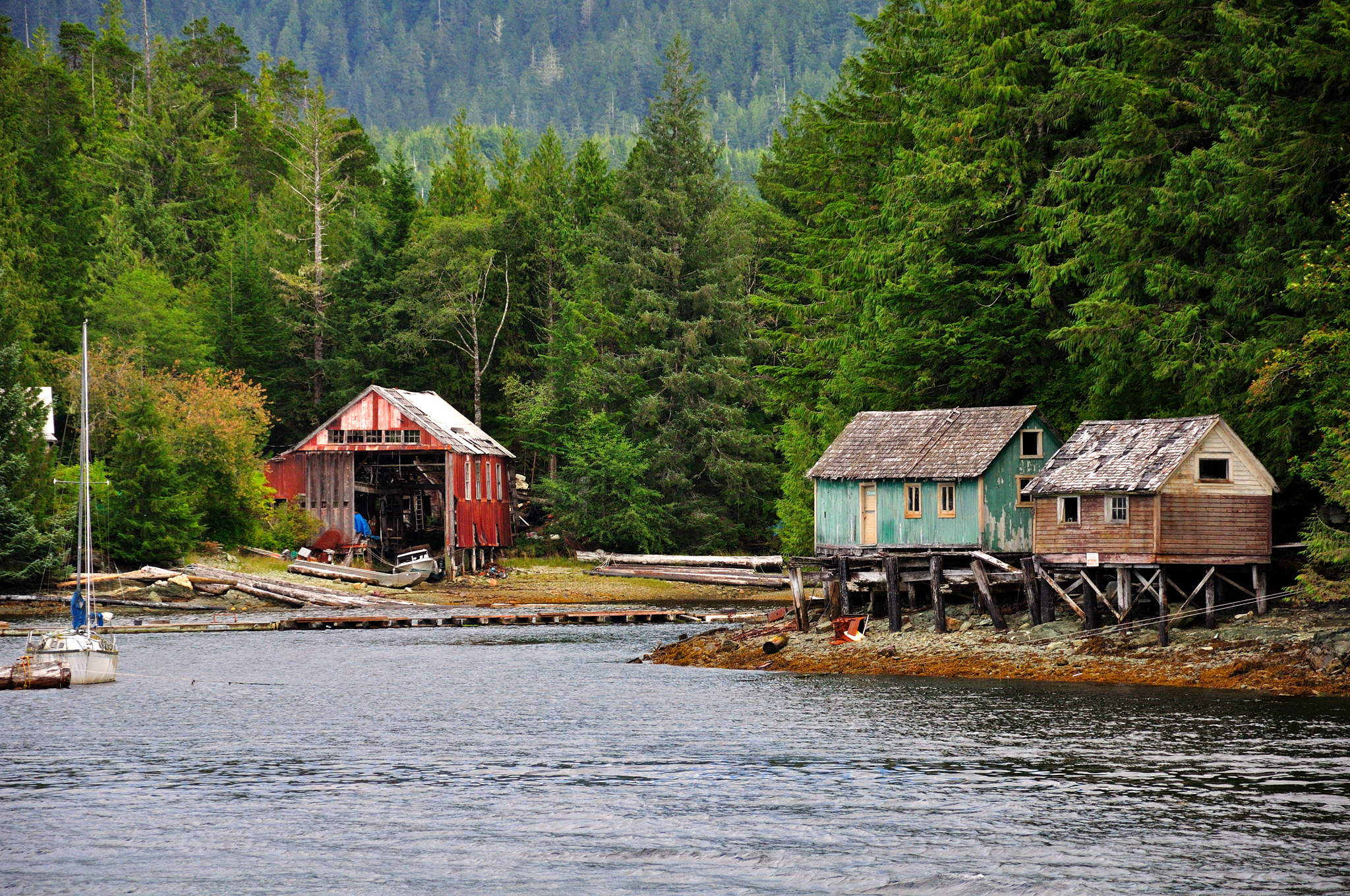
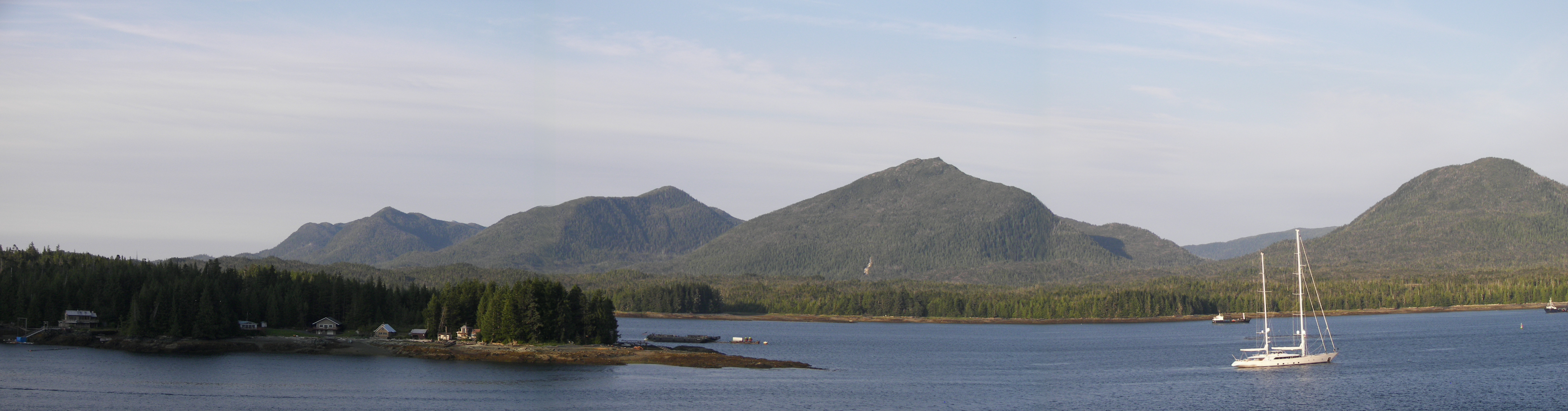